# 矢祭山駅
矢祭山駅（やまつりやまえき）は、福島県東白川郡矢祭町大字内川字矢祭にある、東日本旅客鉄道（JR東日本）水郡線の駅である。
福島県および東北地方の鉄道駅では最南端に位置する。

## 歴史
- 1932年（昭和7年）4月2日：矢祭山仮乗降場が開業[2]。
- 1937年（昭和12年）3月27日：矢祭山仮停車場となる[2]。
- 1939年（昭和14年）11月15日：駅に昇格[2]。
- 1962年（昭和37年）11月20日：貨物の取り扱いを廃止[2]。
- 1970年（昭和45年）10月1日：荷物の扱いを廃止[3]。無人駅となる[4]（簡易委託化[5]）。
- 1987年（昭和62年）4月1日：国鉄分割民営化により、JR東日本の駅となる[2]。
- 2016年（平成28年）2月21日：駅舎を改装[6][7]。

## 駅構造
単式ホーム1面1線を有する地上駅である。水郡線統括センター（常陸大子駅）管理の無人駅で、木造の駅舎がある。

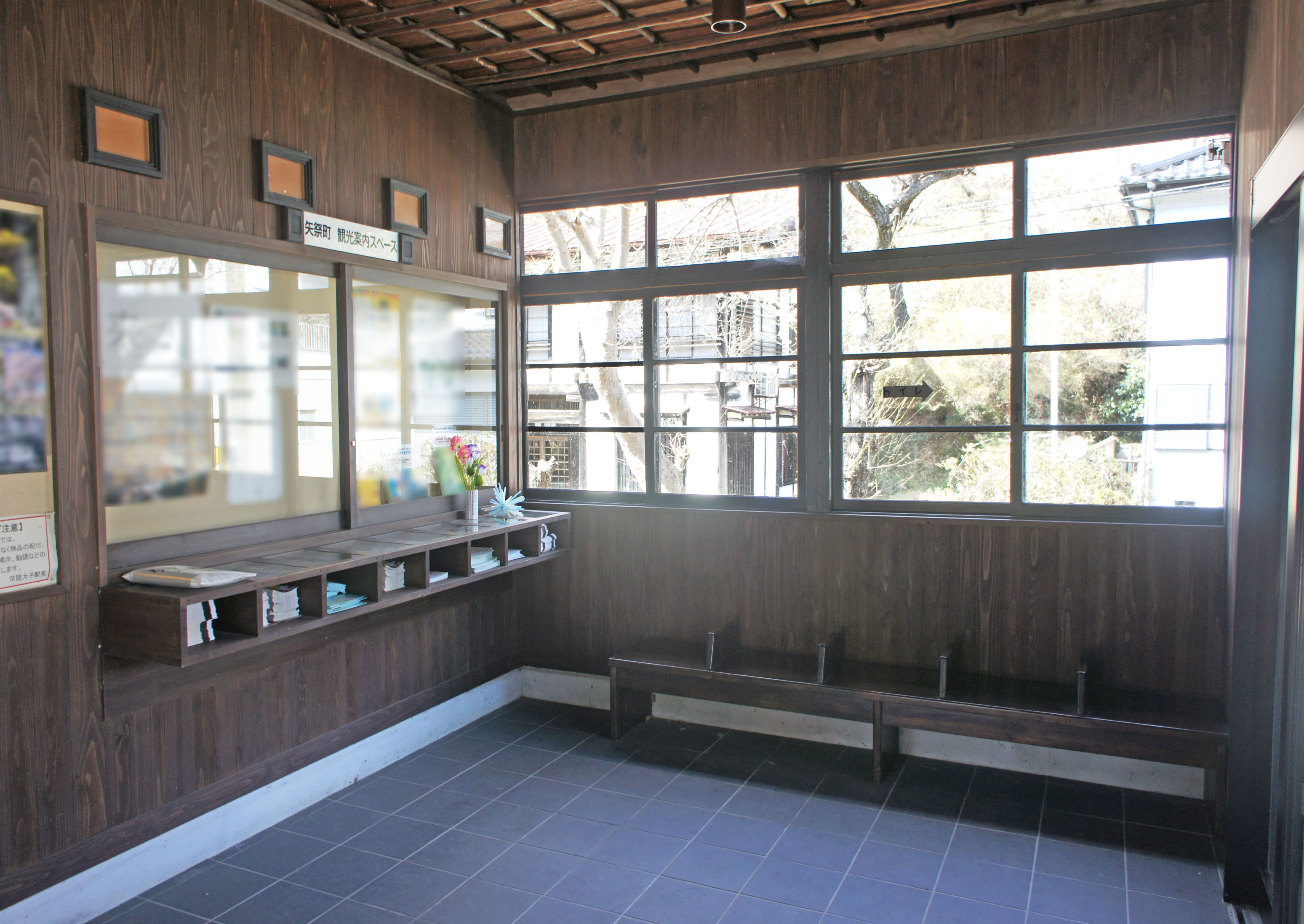
待合室（2022年3月）
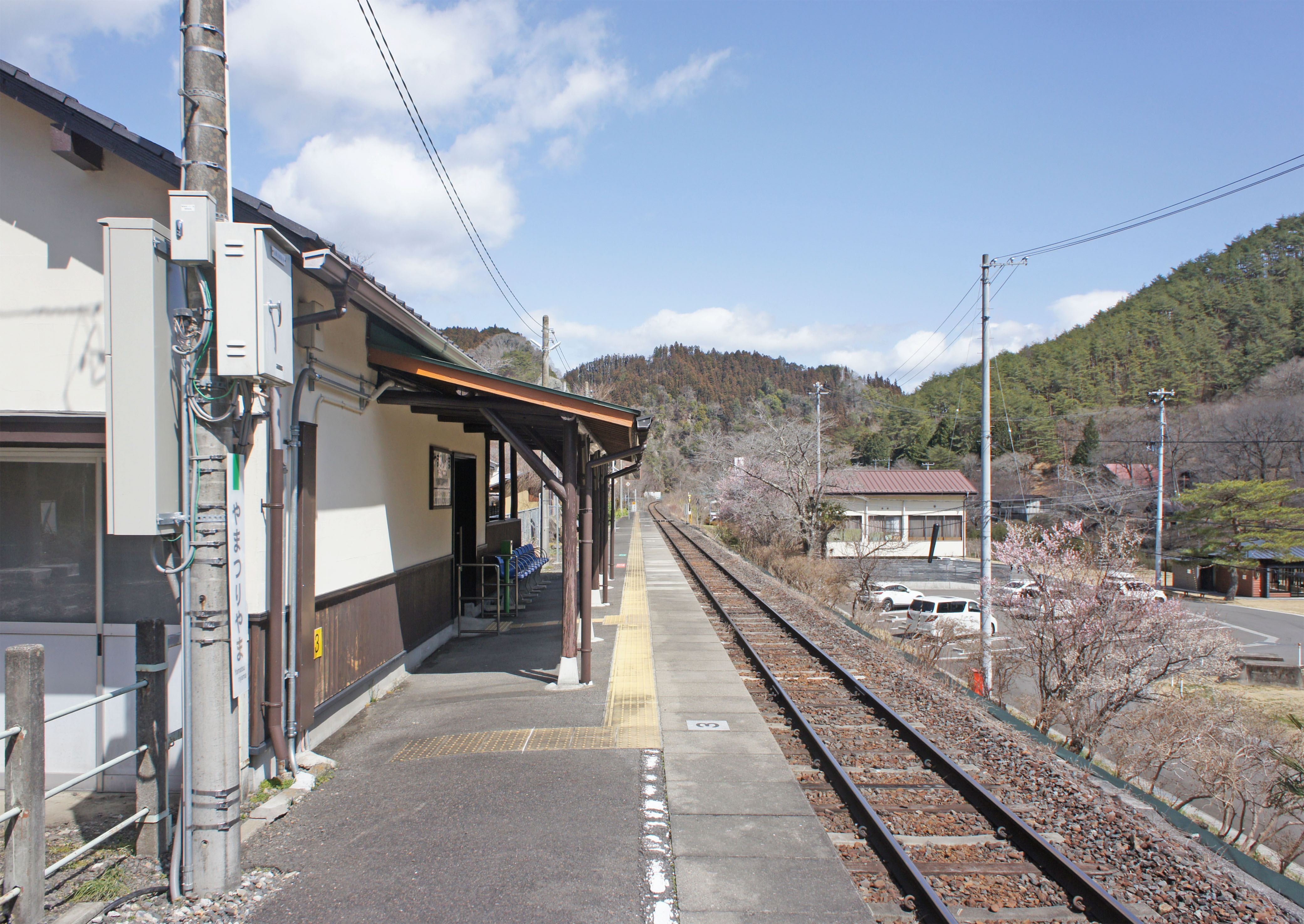
ホーム（2022年3月）
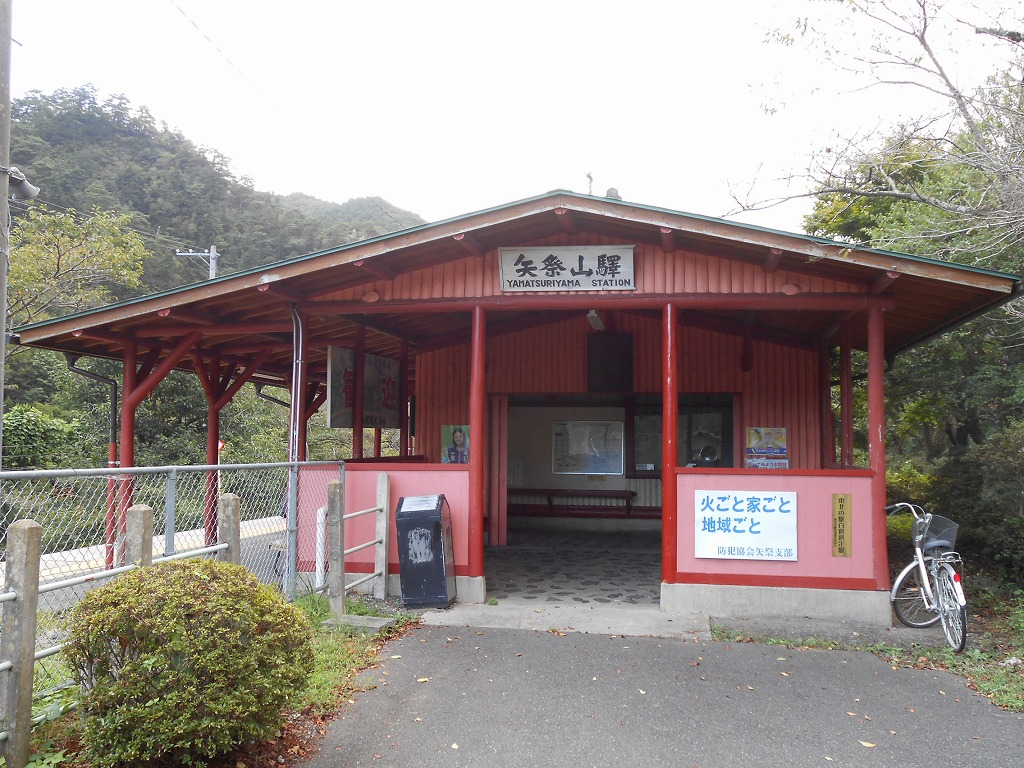
リニューアル前の駅舎（2012年9月）

## 利用状況
「福島県統計年鑑」によると、2000年度（平成12年度）- 2004年度（平成16年度）の1日平均乗車人員の推移は以下のとおりであった。
| 乗車人員推移       | 乗車人員推移     | 乗車人員推移 |
| 年度               | 1日平均 乗車人員 | 出典         |
| ------------------ | ---------------- | ------------ |
| 2000年（平成12年） | 63               | [ 8 ]        |
| 2001年（平成13年） | 55               | [ 9 ]        |
| 2002年（平成14年） | 47               | [ 10 ]       |
| 2003年（平成15年） | 44               | [ 11 ]       |
| 2004年（平成16年） | 38               | [ 12 ]       |

## 駅周辺
- 矢祭山観光センター
- 久慈川
  - 奥久慈渓谷
- 小田川
- 矢祭山[1]
- 矢祭神社
  - 矢祭山公園
- 国道118号
- 棚倉警察署矢祭駐在所
- 友情の森
- 塩の平温泉
- 東西しらかわ農業協同組合矢祭直売所太郎の四季
- 福島交通「矢祭駅前」停留所

## その他
水戸光圀も訪れた「東北の耶馬渓」への玄関口であるとして、2002年（平成14年）に、東北の駅百選へと選定された。

## 隣の駅
東日本旅客鉄道（JR東日本）
■水郡線
下野宮駅 - 矢祭山駅 - 東館駅